# Christina Nizozemská
Christina Nizozemská (Maria Christina; 18. února 1947 Baarn – 16. srpna 2019 Haag) byla nizozemská princezna z rodu oranžsko-nasavského (a po otci z Lippe), nejmladší dcera královny Juliány Nizozemské a prince Bernharda Lippe-Biesterfeldského. Stala se učitelkou zpěvu a příležitostně vystupovala jako zpěvačka.

## Původ
Princezna Maria Christina, v mládí známá jako Marijke („Maruška“), se narodila 18. února 1947 v Soestdijkském paláci v Baarnu v Nizozemsku. Její rodiče byli korunní princezna Juliána, jediné dítě královny Vilemíny Nizozemské, a princ Bernhard Lippsko-Biesterfeldský. V době svého narození byla pátá v linii následnictví nizozemského trůnu po své matce a třech starších sestrách: princezně Beatrix, princezně Irene a princezně Margriet.
Pokřtěna byla 9. října 1947. Mezi její kmotry patřila královna Vilemína (její babička z matčiny strany), její nejstarší sestra princezna Beatrix, sir Winston Churchill, babička z otcovy strany baronka Armgard, princ Felix Lucemburský a jeho neteř princezna Anna Bourbonsko-Parmská.
Za jejího života se na nizozemském trůnu vystřídali čtyři její příbuzní – po babičce Vilemíně to byla v letech 1948–1980 matka Juliana, pak 1980–2013 sestra Beatrix a od roku 2013 synovec Vilém-Alexandr.

## Dětství a vzdělání
Její matka během těhotenství prodělala spalničky nebo zarděnky, v důsledku čehož se Christina narodila těžce zrakově postižená. Díky lékařské péči a silným brýlím byl její zrak korigován natolik, že mohla chodit do běžné školy a žít relativně normální život.

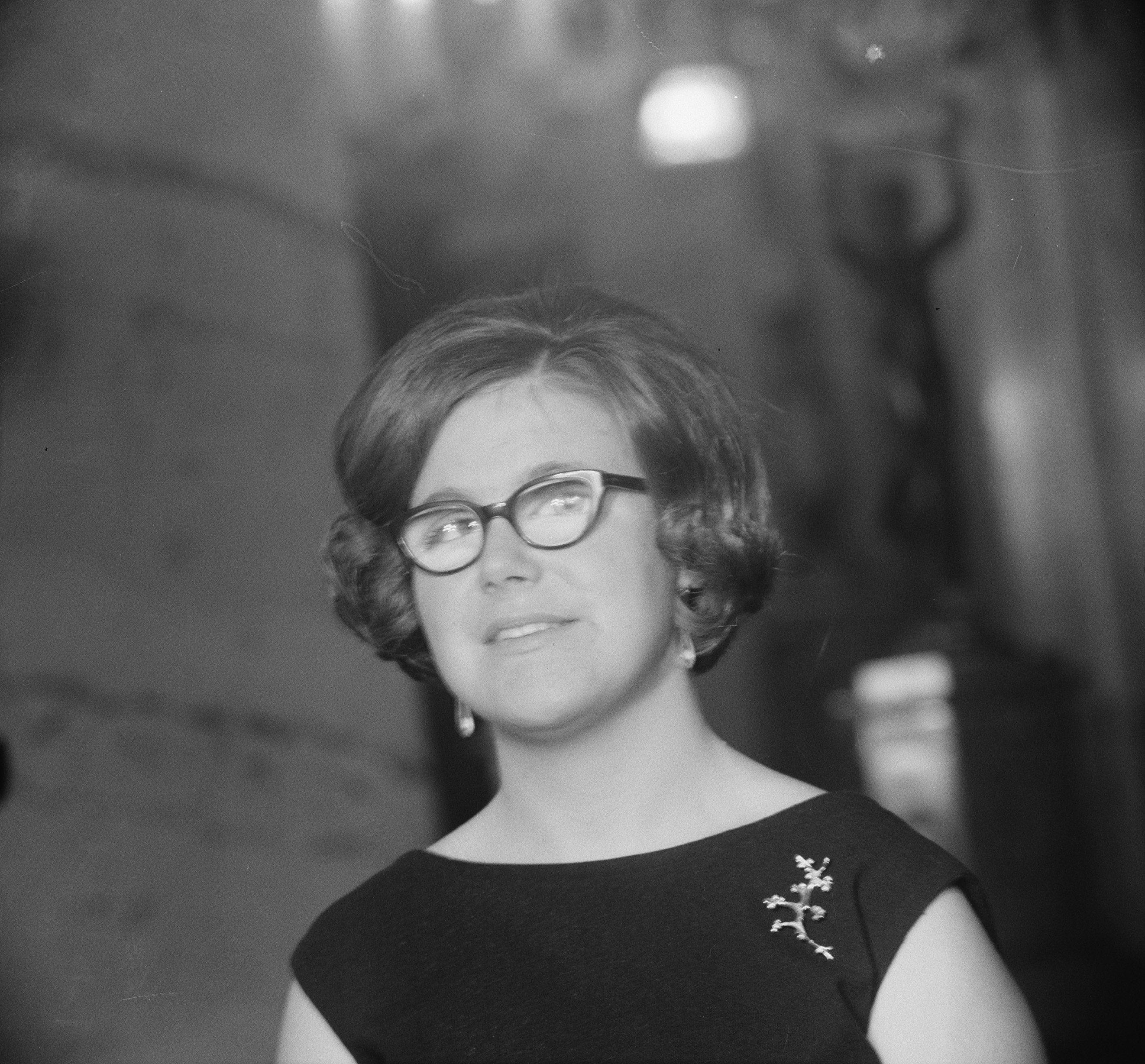
V den svých 18. narozenin

V roce 1963 přestala používat své křestní jméno Maria, od té doby o sobě hovořila pouze jako o Christině. V roce 1965 dostudovala střední školu (Amersfoort Lyceum) a pokračovala na Univerzitě v Groningenu, kde studovala učitelství. Ve věku 21 let se přestěhovala do Kanady, aby studovala klasickou hudbu, konkrétně vokální výuku, na École de musique Vincent-d’Indy v Montrealu.

## Manželství
Když princezna žila v New Yorku jako Christina van Oranje, navázala vztah s kubánským vyhnancem Jorgem Guillermem (*1946).
Ačkoli se tehdy už společenské postoje měnily, skutečnost, že Guillermo byl katolík, stále hrozila způsobit v protestantském Nizozemsku skandál, jako když se Christinina sestra princezna Irena roku 1964 provdala za katolického prince Karla Huga Bourbonsko-Parmského. Christina, v té době devátá v pořadí na nizozemský trůn, se proto zřekla následnických práv svých případných potomků, než na den svatého Valentýna roku 1975 oficiálně oznámila své zasnoubení. Posléze ještě v roce 1992 konvertovala ke katolicismu.

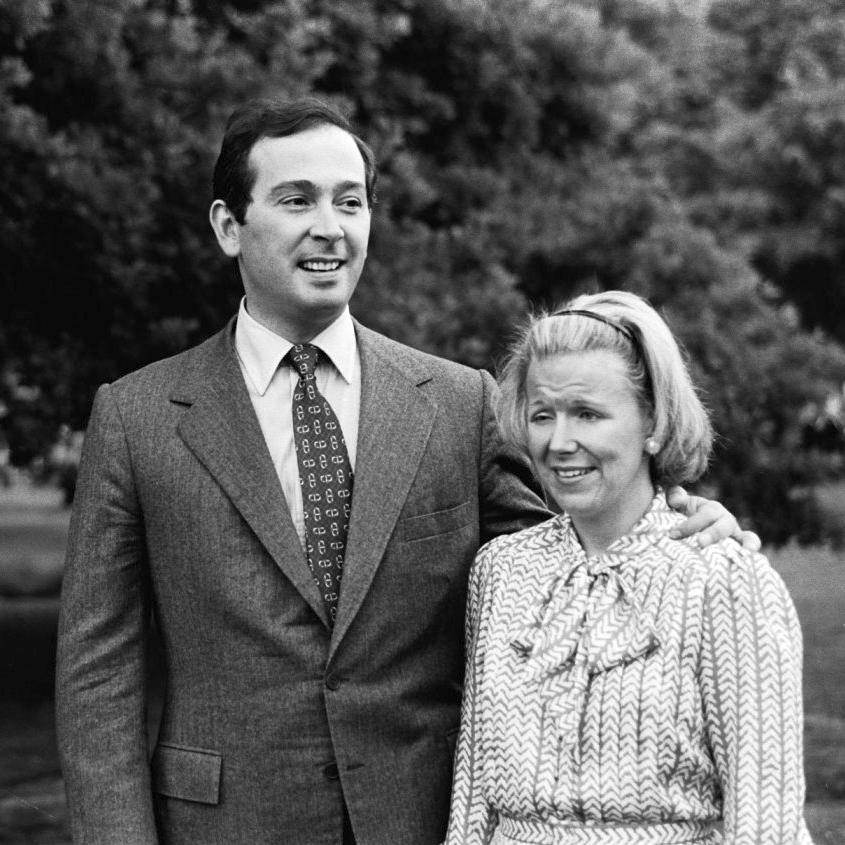
S manželem v roce 1980

Svatba proběhla 28. června 1975, civilně v Baarnu a poté nábožensky při ekumenickém obřadu v katedrále svatého Martina v Utrechtu. Po svatbě žili manželé v New Yorku, ale později se přestěhovali do Nizozemska, kde postavili vilu Eikenhorst ve Wassenaaru poblíž Haagu. Pár vybudoval rozsáhlou uměleckou sbírku. Měli dva syny a jednu dceru:
- 1. Bernardo Federico Thomas Guillermo (* 17. 6. 1977 Utrecht) se oženil 2. března 2009 v New York City (USA) s Evou Marií Prinz Valdesovou (* 2. 8. 1979). Má dvě děti.
- 2. Nicolás Daniel Mauricio Guillermo (* 6. 7. 1979 Utrecht).
- 3. Juliana Edenia Antonia Guillermo (* 8. 10. 1981, Utrecht), má s Tao Bodhim tři děti.

Na Christininu žádost bylo manželství dne 25. dubna 1996 rozvedeno.

## Umělecké aktivity
Poté, co dokončila studium vokální pedagogiky v Montrealu, začala učit zpěv v New Yorku. 
Dlouhodobě podporovala Nizozemskou hudební nadaci. V roce 1989 dovolila, aby její jméno bylo použito pro každoroční soutěž Prinses Christina Concours pořádanou v Nizozemsku na podporu hudebního talentu dětí v Nizozemsku.
Vystoupila na svatbě svého synovce prince Bernharda mladšího; šlo o jedno z mála jejích veřejných vystoupení. Zpívala také v delftském Novém kostele na pohřbech obou svých rodičů princezny Juliány a prince Bernharda. V letech 2000 a 2002 nahrála a vydala několik CD (klasická hudba, Broadway).
Začátkem roku 2019 se Christina dostala na titulní strany, když se rozhodla prodat několik děl ze své sbírky. Nizozemské instituce, včetně prestižního Museum Boijmans Van Beuningen, neměly dostatek finančních prostředků na nákup hlavního kusu aukce, anatomické kresby Petera Paula Rubense. Obraz byl nakonec prodán společností Sotheby's za 8,2 milionu dolarů.

## Smrt
V červnu 2018 bylo oznámeno, že princezně Christině byla diagnostikována rakovina kostí. Nemoci podlehla 16. srpna 2019 ve věku 72 let. Její tělo bylo převezeno do Fagelova zahradního pavilonu poblíž paláce Noordeinde k soukromé bohoslužbě konané dne 22. srpna a její ostatky byly spáleny.

## Tituly, oslovení a vyznamenání

### Vyznamenání

#### Národní vyznamenání
- Nizozemsko: velkokříž Řádu nizozemského lva
- Nizozemsko: výroční medaile k příležitosti stříbrné svatby královny Juliány a prince Bernharda (1962)
- Nizozemsko: medaile k příležitosti svatby princezny Beatrix, kněžny Oranžské, a Clause van Amsberga (1966)
- Nizozemsko: medaile k příležitosti inaugurace královny Beatrix (1980)
- Nizozemsko: medaile k příležitosti svatby prince Viléma-Alexandra, knížete Oranžského, a Máximy Zorreguiety (2002)
- Nizozemsko: medaile k příležitosti inaugurace krále Viléma-Alexandra (2013)

#### Zahraniční vyznamenání
- Lucembursko: Rytíř velkokříže Řádu dubové koruny
- Nepálská královská rodina: Členka velkokříže Řádu tří božských sil

## Předkové
|                      |                                              |  |                                       |                                               |  |  |  |  |  |  |  | Julius, hrabě Lippsko-Biesterfeldský |
|                      |                                              |  |                                       |                                               |  |  |  |  |  |  |  |                                      |
|                      | Ernest, hrabě Lippsko-Biesterfeldský         |  |                                       |                                               |  |  |  |  |  |  |  |                                      |
|                      |                                              |  |                                       |                                               |  |  |  |  |  |  |  |                                      |
|                      |                                              |  |                                       | Adelheid z Castell-Castell                    |  |  |  |  |  |  |  |                                      |
|                      |                                              |  |                                       |                                               |  |  |  |  |  |  |  |                                      |
|                      | Bernhard Lippský                             |  |                                       |                                               |  |  |  |  |  |  |  |                                      |
|                      |                                              |  |                                       |                                               |  |  |  |  |  |  |  |                                      |
|                      |                                              |  |                                       | Leopold Otto Frederick, hrabě z Wartenslebenu |  |  |  |  |  |  |  |                                      |
|                      |                                              |  |                                       |                                               |  |  |  |  |  |  |  |                                      |
|                      | Karoline Wartenslebenská                     |  |                                       |                                               |  |  |  |  |  |  |  |                                      |
|                      |                                              |  |                                       |                                               |  |  |  |  |  |  |  |                                      |
|                      |                                              |  |                                       | Mathilde Halbach                              |  |  |  |  |  |  |  |                                      |
|                      |                                              |  |                                       |                                               |  |  |  |  |  |  |  |                                      |
|                      | Bernhard Lippsko-Biesterfeldský              |  |                                       |                                               |  |  |  |  |  |  |  |                                      |
|                      |                                              |  |                                       |                                               |  |  |  |  |  |  |  |                                      |
|                      |                                              |  |                                       | Adolf z Crammu                                |  |  |  |  |  |  |  |                                      |
|                      |                                              |  |                                       |                                               |  |  |  |  |  |  |  |                                      |
|                      | Aschwin Sierstorpffsko-Crammský              |  |                                       |                                               |  |  |  |  |  |  |  |                                      |
|                      |                                              |  |                                       |                                               |  |  |  |  |  |  |  |                                      |
|                      |                                              |  |                                       | Hedwig z Crammu                               |  |  |  |  |  |  |  |                                      |
|                      |                                              |  |                                       |                                               |  |  |  |  |  |  |  |                                      |
|                      | Armgard von Cramm                            |  |                                       |                                               |  |  |  |  |  |  |  |                                      |
|                      |                                              |  |                                       |                                               |  |  |  |  |  |  |  |                                      |
|                      |                                              |  |                                       | Ernst Sierstorpffsko-Driburgský               |  |  |  |  |  |  |  |                                      |
|                      |                                              |  |                                       |                                               |  |  |  |  |  |  |  |                                      |
|                      | Hedwig Sierstorpffsko-Driburgská             |  |                                       |                                               |  |  |  |  |  |  |  |                                      |
|                      |                                              |  |                                       |                                               |  |  |  |  |  |  |  |                                      |
|                      |                                              |  |                                       | Karoline z Vincke                             |  |  |  |  |  |  |  |                                      |
|                      |                                              |  |                                       |                                               |  |  |  |  |  |  |  |                                      |
| Christina Nizozemská |                                              |  |                                       |                                               |  |  |  |  |  |  |  |                                      |
|                      |                                              |  |                                       |                                               |  |  |  |  |  |  |  |                                      |
|                      |                                              |  | Pavel Fridrich Meklenbursko-Zvěřínský |                                               |  |  |  |  |  |  |  |                                      |
|                      |                                              |  |                                       |                                               |  |  |  |  |  |  |  |                                      |
|                      | Bedřich František II. Meklenbursko-Zvěřínský |  |                                       |                                               |  |  |  |  |  |  |  |                                      |
|                      |                                              |  |                                       |                                               |  |  |  |  |  |  |  |                                      |
|                      |                                              |  |                                       | Alexandra Pruská                              |  |  |  |  |  |  |  |                                      |
|                      |                                              |  |                                       |                                               |  |  |  |  |  |  |  |                                      |
|                      | Jindřich Meklenbursko-Zvěřínský              |  |                                       |                                               |  |  |  |  |  |  |  |                                      |
|                      |                                              |  |                                       |                                               |  |  |  |  |  |  |  |                                      |
|                      |                                              |  |                                       | Adolf Schwarzbursko-Rudolstadtský             |  |  |  |  |  |  |  |                                      |
|                      |                                              |  |                                       |                                               |  |  |  |  |  |  |  |                                      |
|                      | Marie Schwarzbursko-Rudolstadtská            |  |                                       |                                               |  |  |  |  |  |  |  |                                      |
|                      |                                              |  |                                       |                                               |  |  |  |  |  |  |  |                                      |
|                      |                                              |  |                                       | Matylda Schonbursko-Waldenburská              |  |  |  |  |  |  |  |                                      |
|                      |                                              |  |                                       |                                               |  |  |  |  |  |  |  |                                      |
|                      | Juliána Nizozemská                           |  |                                       |                                               |  |  |  |  |  |  |  |                                      |
|                      |                                              |  |                                       |                                               |  |  |  |  |  |  |  |                                      |
|                      |                                              |  |                                       | Vilém II. Nizozemský                          |  |  |  |  |  |  |  |                                      |
|                      |                                              |  |                                       |                                               |  |  |  |  |  |  |  |                                      |
|                      | Vilém III. Nizozemský                        |  |                                       |                                               |  |  |  |  |  |  |  |                                      |
|                      |                                              |  |                                       |                                               |  |  |  |  |  |  |  |                                      |
|                      |                                              |  |                                       | Anna Pavlovna Ruská                           |  |  |  |  |  |  |  |                                      |
|                      |                                              |  |                                       |                                               |  |  |  |  |  |  |  |                                      |
|                      | Vilemína Nizozemská                          |  |                                       |                                               |  |  |  |  |  |  |  |                                      |
|                      |                                              |  |                                       |                                               |  |  |  |  |  |  |  |                                      |
|                      |                                              |  |                                       | Jiří Viktor Waldecko-Pyrmontský               |  |  |  |  |  |  |  |                                      |
|                      |                                              |  |                                       |                                               |  |  |  |  |  |  |  |                                      |
|                      | Emma Waldecko-Pyrmontská                     |  |                                       |                                               |  |  |  |  |  |  |  |                                      |
|                      |                                              |  |                                       |                                               |  |  |  |  |  |  |  |                                      |
|                      |                                              |  |                                       | Helena Nasavská                               |  |  |  |  |  |  |  |                                      |
|                      |                                              |  |                                       |                                               |  |  |  |  |  |  |  |                                      |